# Турнир городов
Турнир городов — ежегодное международное заочное соревнование школьников по математике с очной финальной конференцией.
Проводится с 1980 года. В первом турнире принимало участие 3 города: Москва, Рига и Киев. В настоящее время число городов перевалило за 100, а число стран-участников — за 25.
Одним из организаторов Турнира городов и постоянным его президентом являлся Николай Николаевич Константинов.

## Организация
Цель Турнира — выявление талантливых и математически одарённых детей. C 1982/83 учебного года проводятся 2 тура: осенний и весенний, каждый из которых состоит из двух вариантов: базового и сложного (до 2008 года — тренировочного и основного соответственно). Сложный вариант составляется из олимпиадных задач, сопоставимых по трудности с задачами Всероссийских и Международных математических олимпиад, базовый — из более простых задач. 
За успешное выступление на олимпиаде школьники награждаются дипломами, а авторы самых лучших работ приглашаются на летнюю конференцию турнира.
Базовый тур состоит обычно из 5 задач, сложный из 7. В отличие от большинства других математических олимпиад, в которых результатом участника является сумма баллов по всем задачам, на Турнире городов баллы суммируются только по трём задачам, по которым достигнуты наилучшие результаты. Чаще всего встречаются задачи по комбинаторике, однако обычно в туре ещё есть задачи по алгебре, теории чисел и геометрии.

## Летние конференции
Начиная с 1989 года, успешно выступившие на турнире ребята собираются на летние конференции, которые проводятся в различных городах и странах. Это нечто среднее между олимпиадными сборами и летними математическими лагерями — здесь тоже решают задачи, но в более свободном формате. Школьникам предлагается небольшое количество задач исследовательского уровня (даже презентация задачи проходит в виде небольшой лекции), в которых они должны сделать как можно большее продвижение. При этом участники могут разбиваться на любые группы, либо решать индивидуально. Многие задачи в качестве одного из пунктов имеют открытые математические проблемы.

### География турнира городов
Турниры городов проходят в Белграде, Гамбурге, Кургане, Луге,  Минске, Стокгольме, Торонто, Болгарии, Израиле, Франции и Чехии